# 第1領域航空集団
第1領域航空集団（だいいちりょういきこうくうしゅうだん、I Comando Aéreo Regional：I COMAR）は、ブラジル空軍の作戦軍の一つ。
ベレンに司令部を置く。警備担任領域はパラー州、アマパー州およびマラニョン州である。

## 部隊編成

### ベレン航空基地
- 第7航空群第3飛行隊（3º Esquadrão do 7º Grupo de Aviação、3º/7º GAv）　第2航空軍
- 第8航空群第1飛行隊（1º Esquadrão do 8º Grupo de Aviação、1º/8º GAv）　第2航空軍
- 第1輸送飛行隊（1º Esquadrão de Transporte Aéreo、1º ETA）　第5航空軍